# 稲城よみうりランド坂トンネル
稲城よみうりランド坂トンネルは、東京都道・神奈川県道124号稲城読売ランド前停車場線にあるトンネルである。

## 概要
東京都道・神奈川県道124号稲城読売ランド前停車場線のうち、「ランド坂」と呼ばれた急勾配のヘアピンカーブ部分に代わる道路として南山東部土地区画整理事業の一環で整備・掘削され、2019年2月15日に貫通、2021年9月27日午前6時に開通した。
トンネルは麓から坂上部分までをループで結ぶ線形で、歩道と車道が分離された構造となっており、旧道の狭隘さは解消されたものの、トンネル入口からヘアピンカーブ部分までの距離は従来より約800m伸びた。なお、トンネル内では自転車・軽車両は車道は通行禁止であり、歩道を通行する事となる。
その後しばらくは旧道のヘアピン部分に繋がる線形になっているがこれは暫定ルートであり、盛土をした後に新たな道路を整備し、2024年1月29日6時より、ヘアピンカーブの部分をショートカットする新ルートに切り替わった。最終的には現在よみうりランド丘の湯のある交差点に繋がるルートとなる。